# Зайцево (Полистовское)
Зайцево — деревня в Бежаницком районе Псковской области. Входит в состав сельского поселения муниципальное образование «Полистовское».
Расположена в 3 километрах к северу от посёлка Красный Луч и в 18 километрах к северо-востоку от райцентра Бежаницы.
Численность населения по оценке на 2000 год составляла 16 жителей.
До 3 июня 2010 года деревня входила в состав ныне упразднённого городского поселения Красный Луч, до 2005 года также формально была подчинена рабочему посёлку (пгт) Красный Луч.